# دادگاه آشویتس فرانکفورت
دادگاه آشویتس فرانکفورت (به انگلیسی: Frankfurt Auschwitz trials) که در زبان آلمانی به عنوان der Auschwitz-Prozess یا der zweite Auschwitz-Prozess («دومین دادگاه آشویتس») شناخته می‌شود، یک سلسله محاکمات بود که از روز ۲۰ دسامبر ۱۹۶۳ تا ۱۹ اوت ۱۹۶۵، برای اتهامات ۲۲ متهم، تحت حقوق کیفری آلمان به خاطر نقش آنها در هولوکاست به عنوان مقامات متوسط به پایین در مجتمع اردوگاه کار اجباری و مرگ آشویتس-برکناو در حال برگزاری بود. هانس هوفمایر، به عنوان قاضی ارشد «پرونده کیفری علیه روبرت مولکا و باقی افراد» را رهبری می‌کرد (شماره مرجع ۴ کی اس ۳/۶۳).
در مجموع از حدود ۸٬۲۰۰ نفر، از پرسنل باقی مانده اس اس که در آشویتس و اردوگاه‌های فرعی آن خدمت می‌کردند، تنها ۷۸۹ نفر از آنها محاکمه شدند که از این تعداد برای ۷۵۰ نفر حکم صادر شد.